# Jakob Bamberger
Jakob „Johnny“ Bamberger (* 1913; † 1989) war ein deutscher Sinto, Boxer, KZ-Häftling und Aktivist der Bürgerrechtsbewegung der deutschen Sinti und Roma.

## Leben
Jakob Bamberger wurde 1913 als Sohn eines Pferdehändlers und Inhabers eines Wanderkinos in Ostpreußen geboren. 1935 war die Familie aufgrund von behördlichen Repressionen gezwungen, den Betrieb des Kinos einzustellen. Von 1935 bis 1939 arbeitete er bei der Reichsbahn.
Ab 1933 war er als Boxer tätig. 1934 wurde er in die Olympiakernmannschaft berufen. 1936 gehörte er zum deutschen Olympiakader, bevor daraus die „Nicht-Arier“ ausgeschlossen wurden. Am 15. April 1938 unterlag er im Meisterschaftskampf gegen Nikolaus Obermauer und wurde damit deutscher Vizemeister im Fliegengewicht. Auch 1939 blieb er Vizemeister. 1940 war er Dritter in seiner Klasse bei den Meisterschaften in Königsberg.
1940 wurde seine Familie bei der „Maideportation“ deportiert. Bamberger versuchte, in die Tschechoslowakei zu fliehen, wurde an der Grenze festgenommen und im KZ Flossenbürg inhaftiert. 1943 kam er ins KZ Dachau. Dort wurde er eine der Versuchspersonen für die als NS-Medizinverbrechen klassifizierten Meerwasserversuche von Wilhelm Beiglböck. Bamberger überlebte die Versuche und wurde anschließend in einem Dachauer Außenkommando in der Rüstungsproduktion eingesetzt. 1945 wurde er in das KZ Buchenwald verlegt. Im April 1945 wurde er auf einem Transport von Buchenwald nach Flossenbürg von US-Truppen befreit. Jakob Bamberger verlor in den Lagern seine Mutter und zwei Geschwister.
Seine 1946 aufgenommenen Bemühungen um „Wiedergutmachung“ waren erst 1969 erfolgreich. Ihm wurde eine verfolgungsbedingte Beeinträchtigung von 25 % zugestanden, so dass er die Mindestrente erhielt. Die bei den Meerwasserversuchen entstandene Nierenschädigung war ihm als Sportverletzung ausgelegt worden. In den Gerichtsakten des Ärzteprozess, der in Nürnberg vom 9. Dezember 1946 bis zum 20. August 1947 stattfand, finden sich zahlreiche Einträge zu Aussagen von anderen Zeugen über Bamberger.
Bamberger engagierte sich in der Bürgerrechtsbewegung. Er schloss sich dem Verband Deutscher Sinti und Roma an und beteiligte sich 1980 als einer von zwölf Sinti am Dachauer Hungerstreik in der KZ-Gedenkstätte Dachau.